# Szentjánosháza
Szentjánosháza (1899-ig Hlozsa, szlovákul Hloža) Bellus településrésze, egykor önálló község Szlovákiában, a Trencséni kerületben, a Puhói járásban.

## Fekvése
Puhótól 7 km-re délre, a Vág bal partján található. Bellus délnyugati nyúlványát alkotja.

## Története
A 18. század végén Vályi András így ír róla: „HLOZA. vagy Hlotza. Tót falu Trentsén Várm. földes Ura G. Illésházy Uraság, lakosai katolikusok, fekszik Ledecznek szomszédságában, Bellusnak filiája, mellyhez javai is hasonlók.”
Fényes Elek 1851-ben kiadott geográfiai szótárában így ír a faluról: „Hlózsa, tót falu, Trencsén vmegyében, Bellushoz egy fertály: 449 kath., 15 zsidó lak. F. u. többen. Ut. p. Trencsén.”
1910-ben 530, túlnyomórészt szlovák lakosa volt. A trianoni békéig Trencsén vármegye Illavai járásához tartozott.

## Nevezetességei
- Hétfájdalmú Szűzanya tiszteletére 1990-ben épített temploma.
- Az 1766-ban épült Nepomuki Szent János kápolna.

## Lásd még
- Bellus
- Vágerdőalja